# Cofar
Cofar (hebrejsky צוֹפָר, v oficiálním přepisu do angličtiny Zofar, přepisováno též Tzofar) je vesnice typu mošav v Izraeli, v Jižním distriktu, v Oblastní radě Centrální Arava.

## Geografie
Leží v nadmořské výšce 6 metrů pod úrovní moře v údolí vádí al-Araba, cca 48 kilometrů od jižního břehu Mrtvého moře. Západně od obce se prudce zvedá aridní oblast pouště Negev.
Obec se nachází 124 kilometrů od břehu Středozemního moře, cca 172 kilometrů jihovýchodně od centra Tel Avivu, cca 135 kilometrů jižně od historického jádra Jeruzalému a 113 kilometrů severoseverovýchodně od města Ejlat. Cofar obývají Židé, přičemž osídlení v tomto regionu je etnicky převážně židovské. Obec je jen 2 kilometry vzdálena od mezinárodní hranice mezi Izraelem a Jordánskem.
Cofar je na dopravní síť napojen pomocí dálnice číslo 90.

## Dějiny
Cofar byl založen v roce 1970. Plným jménem bývá někdy vesnice nazývána Be'er Cofar (באר צופר). Jméno bylo inspirováno zdejším tokem a pramenem Nachal Cofar. Už 9. března 1968 se zde usadila skupina členů polovojenských oddílů Nachal. Vesnice ale tehdy stála v poněkud odlišné lokalitě (poblíž dnešní obce Cukim). Osadníci se zabývali rozvojem zemědělství (zejména pěstování melounů). V roce 1977 byla osada proměněna na civilní sídlo. V roce 1979 bylo rozhodnuto o přesunu do nynější lokality a o výstavbě trvalých domů. Do nich se osadníci nastěhovali 22. října 1981. Šlo o dvacet rodin. Původně měla vesnice organizační charakter směšující družstevní mošav a kolektivistický kibuc (מושבוץ,mošbuc).
Místní ekonomika je založena na zemědělství (pěstování zeleniny a ovoce na zimní izraelský trh). Část zemědělských pozemků vesnice se nachází na území Jordánska, přesto je bylo v rámci mírové smlouvy mezi Izraelem a Jordánskem je nadále možné je obhospodařovat v rámci dlouhodobého pronájmu. Jordánský král Abdalláh II. smlouvu o pronájmu v roce 2019 vypověděl. Probíhá rozvoj pokusného chovu humrů v umělých nádržích plněných brakickou vodou. Rozvíjí se rovněž turistický ruch. Funguje tu zdravotní středisko, obchod se smíšeným zbožím, plavecký bazén a sportovní areály.

## Demografie
Obyvatelstvo mošavu je sekulární. Podle údajů z roku 2014 tvořili naprostou většinu obyvatel v Cofar Židé (včetně statistické kategorie "ostatní", která zahrnuje nearabské obyvatele židovského původu ale bez formální příslušnosti k židovskému náboženství).
Jde o menší obec vesnického typu s dlouhodobě mírně rostoucí populací. K 31. prosinci 2014 zde žilo 384 lidí. Během roku 2014 populace stoupla o 1,9 %.
| Rok            | 1983 | 1995 | 2001 | 2003 | 2004 | 2005 | 2006 | 2007 | 2008 | 2009 | 2010 | 2011 | 2012 | 2013 | 2014 |
| -------------- | ---- | ---- | ---- | ---- | ---- | ---- | ---- | ---- | ---- | ---- | ---- | ---- | ---- | ---- | ---- |
| Počet obyvatel | 106  | 338  | 301  | 331  | 332  | 336  | 343  | 344  | 346  | 318  | 334  | 353  | 348  | 377  | 384  |